# Lagavula gauldi
Lagavula gauldi är en stekelart som beskrevs av David B. Wahl och Sime 2002. Lagavula gauldi ingår i släktet Lagavula och familjen brokparasitsteklar. Inga underarter finns listade i Catalogue of Life.